# Église Santa Maria della Celestia
L'église Santa Maria della Celestia fut une église catholique de Venise, en Italie.

## Localisation
L'église Santa Maria della Celestia est située dans le sestiere de Castello (contrada de Santa Ternità). Elle est dédiée à l'Assomption de Marie. Elle est aussi appelée Santa Maria Assunta in Cielo ou vulg.  La Celestia.

## Historique
L'église Santa Maria Celesta, ensuite appelée Santa Maria de la Celestia fut construite en 1119 sur un barène par la famille Celsi et dédié à l'Assomption de Marie.
Elle fut confiée en 1237 par Reniero Zeno, podestat de Plaisance à douze Cisterciennes venues de Pittolo, qui construisirent un monastère adjacent sur un schéma cistercien classique : autour d'un vaste cloître s'articulent les pièces du monastère qui dispose de potagers étendus; l'église présentait le schéma planimétrique habituel aux trois nefs. Six religieuses retournèrent ensuite à Plaisance.
À la suite de quelques scandales à l'intérieur du couvent, le pape Eugène IV délègue en 1442 Lorenzo Giustiniani, alors Évêque de Castello, et Fantino Dandolo, Protonotario Apostolique, comme inspecteurs.
En 1569, en raison d'un incendie à l'Arsenal de Venise tout proche, les bâtiments furent gravement endommagés. 
Les moines se réfugièrent dans le couvent des Servites de Saint-Jacques de Giudecca.
Le couvent fut rebâti par Andrea Palladio en 1569, tandis que l'église le fut par Vincenzo Scamozzi en 1581, qui planifia une structure de dôme. Celle-ci ne convenant pas, en 1611, le bâtiment fut démoli et une église en croix latine fut érigée.
Les moines retournèrent à l'ancien siège en 1574; l'église fut consacrée en 1611 par Francesco Vendramin, patriarche de Venise.
Tiberio Tinelli y peignit en 1617, les volets de l'orgue.
Indemnisés en 1806, la communauté a été supprimée le 12 mai 1810, l'église démolie en 1824 et le terrain intégrée à l'Arsenal de Venise. Le couvent fut utilisé comme baraquements autrichiens entre 1858 et 1876 et comme école de mécanique navale de l'arsenal de Venise de 1873 à 1943. En 1930, une partie devint logement, le reste les archives de la ville.
Aujourd'hui, l'église est connue comme Cristo Re alla Celestia et c'est l'église des nonnes franciscaines du Christ Roi du couvent adjacent.